# بزرگ (ترانه ریتا اورا، دیوید گتا و ایمانبک)
«بزرگ» (به انگلیسی: Big) ترانه‌ای از خوانندهٔ انگلیسی ریتا اورا، دی‌جی فرانسوی دیوید گتا، تهیه‌کنندهٔ قزاقی ایمانبک به‌همراه گانا می‌باشد که در آلبوم چندآهنگهٔ همکاری اورا و ایمانبک تحت عنوان بنگ (۲۰۲۱) قرار دارد.